# Kumamoto University
Kumamoto University (jap. 熊本大学 Kumamoto Daigaku) – japońska uczelnia państwowa założona w 1949 roku.